# Xoridesopus leucotarsus
Xoridesopus leucotarsus är en stekelart som beskrevs av Gupta 1983. Xoridesopus leucotarsus ingår i släktet Xoridesopus och familjen brokparasitsteklar. Inga underarter finns listade i Catalogue of Life.